# Zündapp
Zünder-Apparatebau-Gesellschaft (společnost pro konstrukci zapalovacích zařízení), poslední název Zündapp-Werke, byl úspěšný německý výrobce motocyklů. Zanikl v roce 1984.

## Začátky
Firma vznikla 9. ledna 1917 v Norimberku především na výrobu zbraní, výslovně rozbušek pro dělostřelecké granáty. Po skončení První světové války se pro ni stala zisková jedině výroba jednostopých vozidel.

## Motocykly

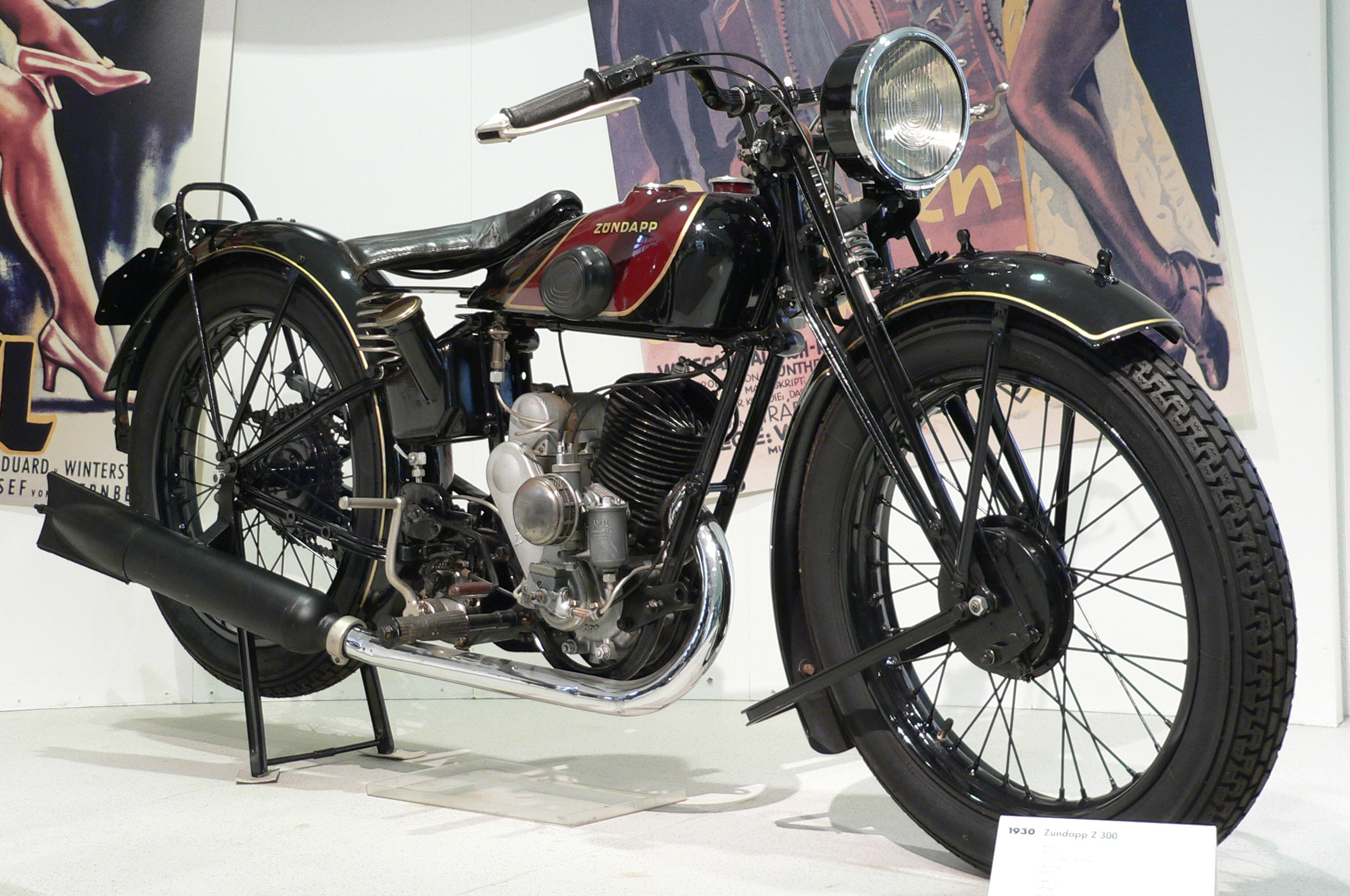
Zündapp Z300

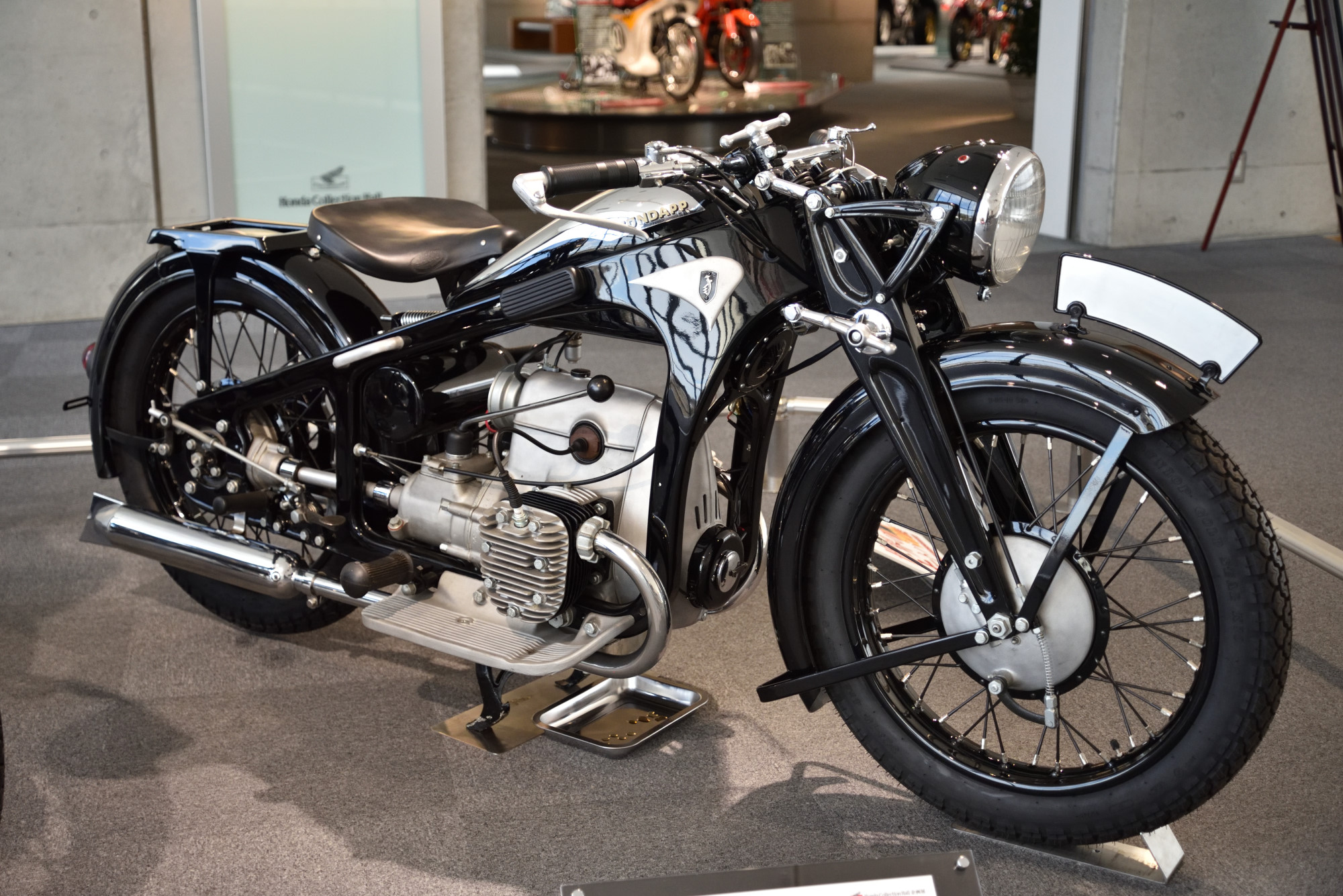
Zündapp K 500 (1934)

V roce 1921 se společnost přeměnila na Zündapp Gesellschaft für den Bau von Special-Maschinen a prvním typem Z22 začala stavět praktické užitkové motocykly za rozumnou cenu. Poháněly je především jednodušší dvoudobé spalovací motory. Na konci dvacátých let byla jednou z pěti největších motocyklových továren v Evropě.

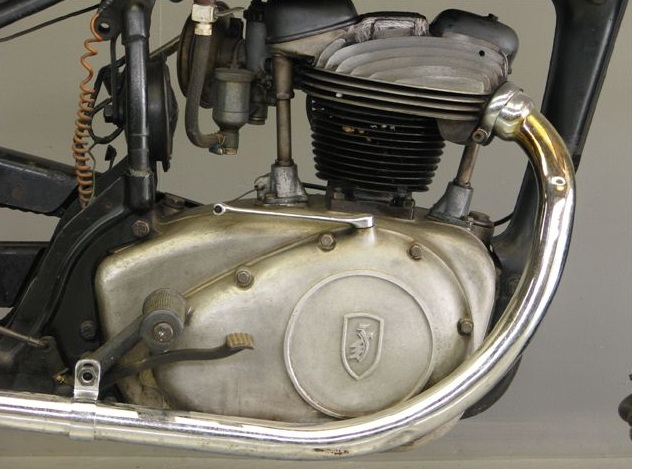
motor Zündapp DS 350 (1937–40)

V roce 1931 zadala konstrukční kanceláři Ferdinanda Porscheho vývoj lidového vozu. Pod kódem Porsche Typ 12 pro ni roku 1932 vyvinul malý automobil. Sériovou výrobu ale nezahájila.  
Ve třicátých letech firma začala vyrábět motocykly se čtyřtaktním motorem vlastní konstrukce: jednoválcový vrchový DS 350, dvouválcový spodový K 500, čtyřválcový K 800. Kromě dvoutaktů K 200 nebo K 350 byly i motocykly vyššího objemu vybaveny pohonem zadního kola kardanovou hřídelí – stejně jako německá konkurence motocyklů BMW. Ta však byla úspěšnější dodávkami těžkých motocyklů pro německou armádu a ve výrobě osobních automobilů.
Technickou zajímavostí je užívání půleného bronzového pouzdra na čepu klikového hřídele, které spolu s jehlovými válečky tvoří dělitelné ložisko spodní části ojnice.

Výroba zahrnovala sportovní modely s motorem boxer KS500 v letech 1936–1938, spolu s odlehčeným supersportovním modelem KKS500. Do výbavy přicházela vedle ručního řazení jeho kombinace s nožním řazením.

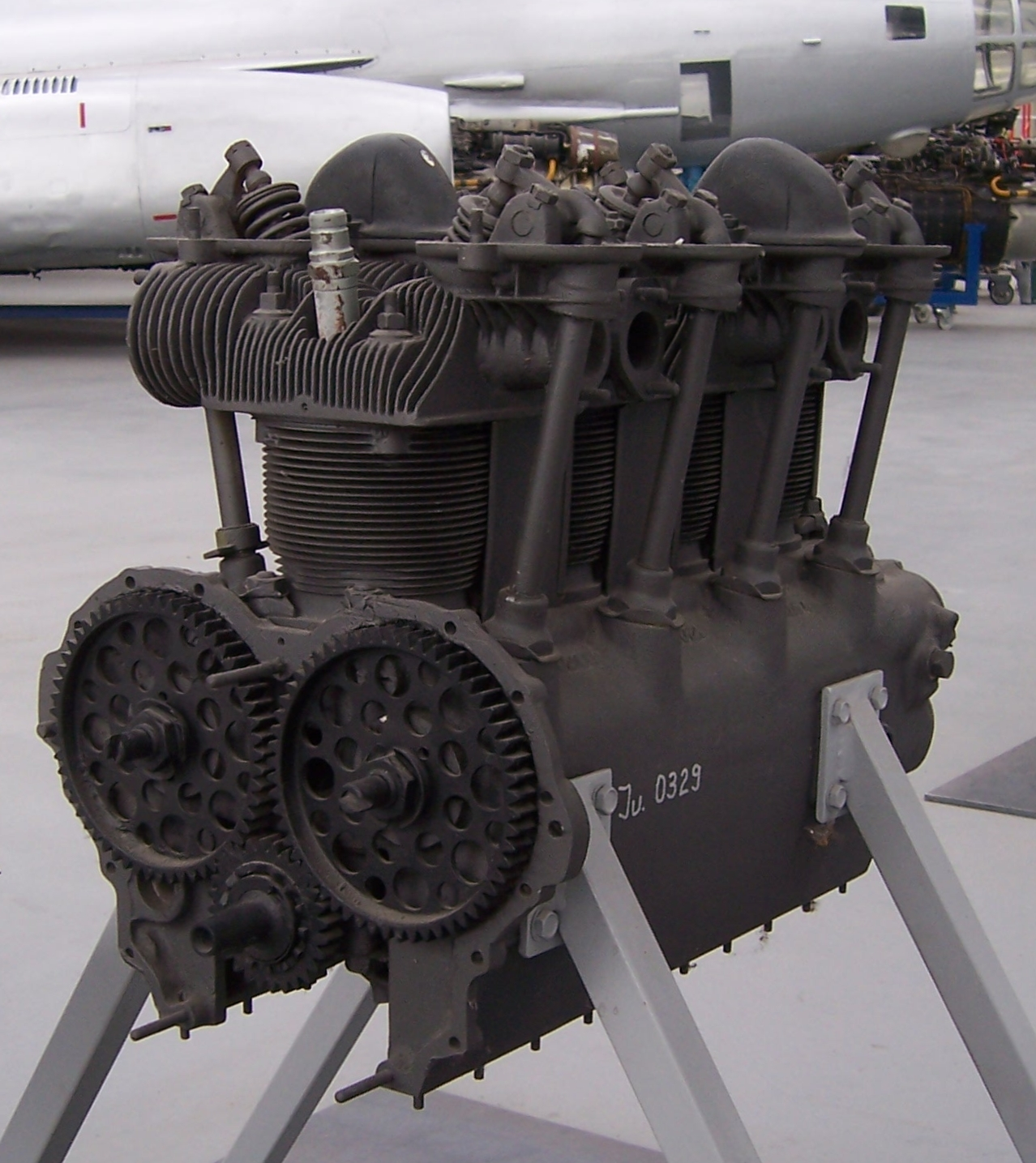
letecký motor Zündapp Z 9-092

Pro nároky připojení sidecaru došlo v roce 1938 k mírné změně konstrukce motoru a zvýšení objemu – vznikl nejvyráběnější čtyřtakt firmy, Zündapp KS600. V roce 1938 byl vyroben dvousettisící motocykl Zündapp.

#### Letecké motory
Pověřením Říšského ministerstva letectví z roku 1936 Zündapp vyvinul letecký vzduchem chlazený řadový čtyřválcový motor objemu 2 litry se startovacím výkonem 50 koní, který měl označení Zündapp Z 9-092. Poháněl letouny Klemm Kl 105, Gotha Go 150, Bücker Bü 180, Siebel Si 202B a Fieseler Fi 253. Vycházel z jednoválcového motocyklového motoru DS 350.

## Válečné omezení

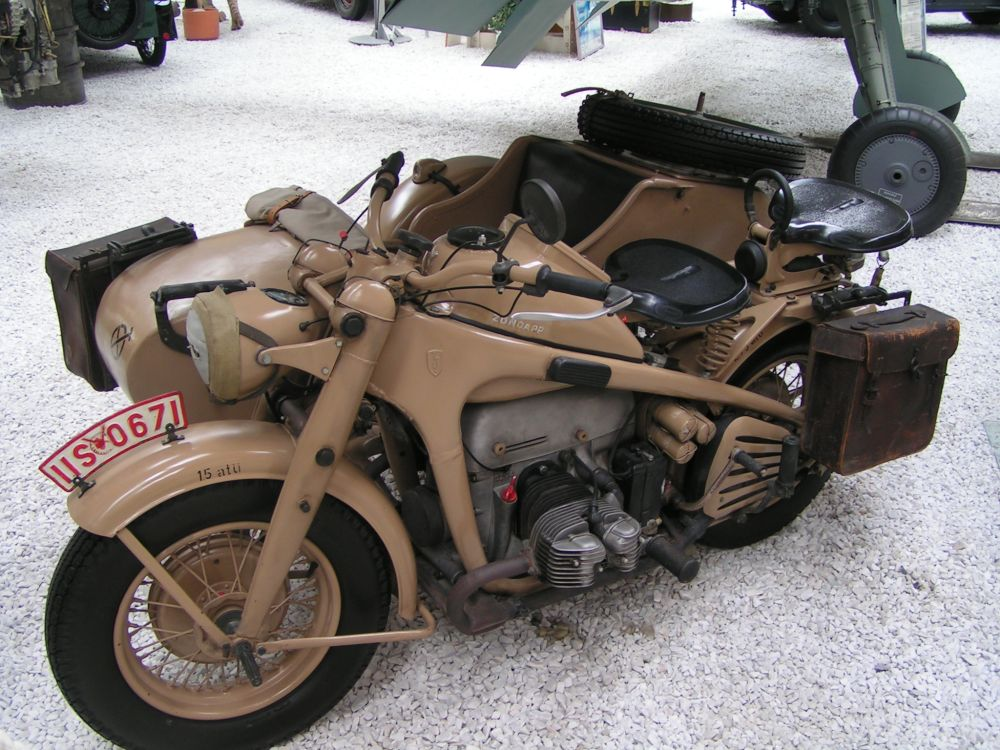
Zündapp KS 750, provedení pro Wehrmacht

Od roku 1940 vyráběl Zündapp příčinou druhé světové války jedině pro Wehrmacht. Přišel se silnějším terénním strojem KS 750 výlučně s postranním vozíkem a oběma poháněnými zadními koly s diferenciálem s omezeným prokluzem, který dělil 70% hnací síly na zadní kolo motocyklu a 30% na sajdkáru. Řešení převzal a některé shodné díly používal další vojenský motocykl BMW R75. Celkem se vyrobilo téměř 18 000 motocyklů Zündapp KS 750.

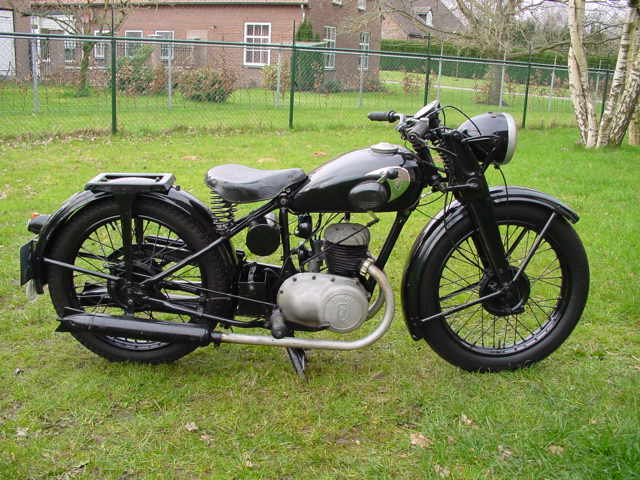
Zündapp DB 200

Za války používal Wehrmacht v lehkých službách také ve 30. letech široce rozšířený motocykl Zündapp DB 200.

## Poválečná výroba

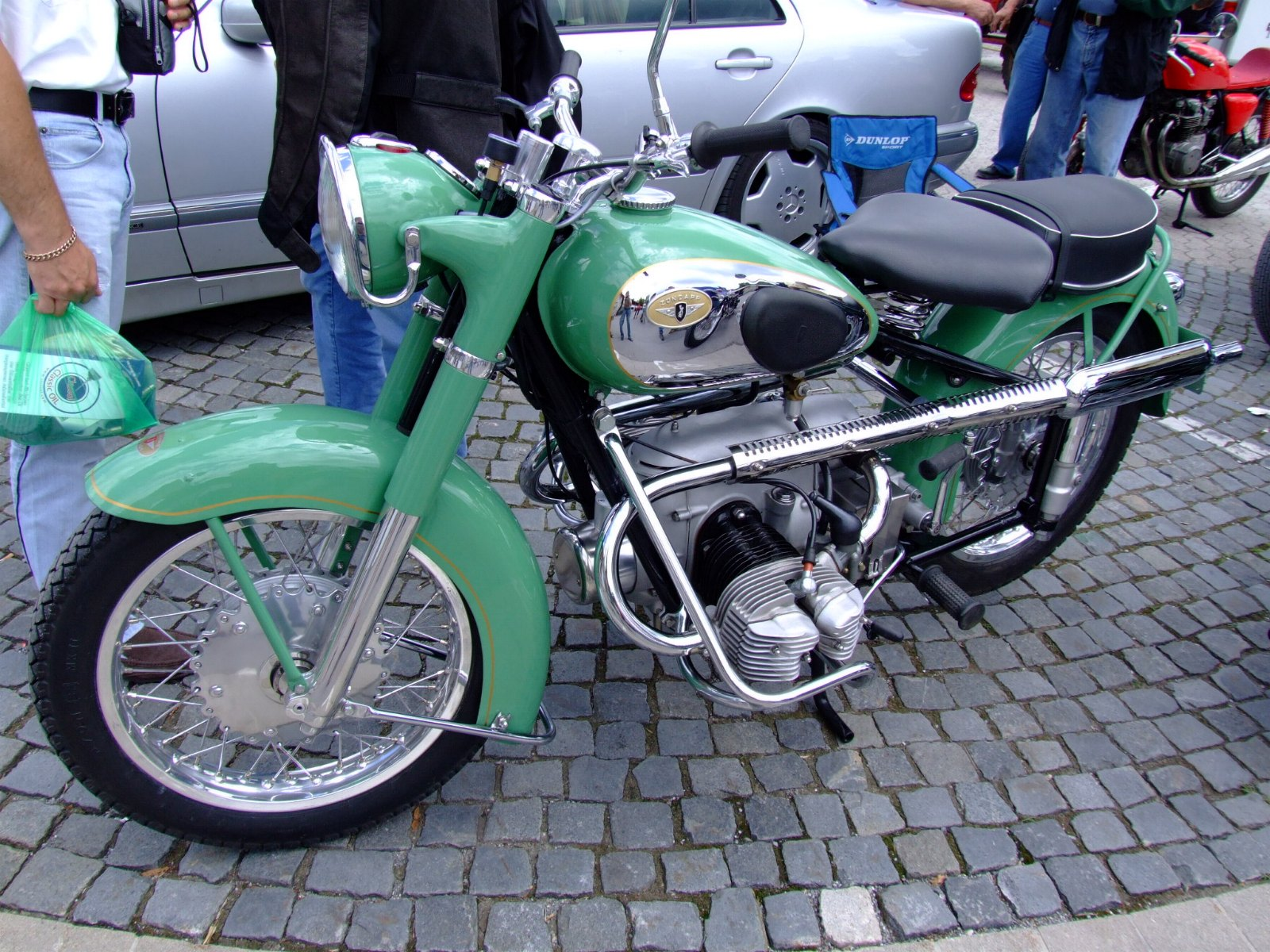
Zündapp KS601

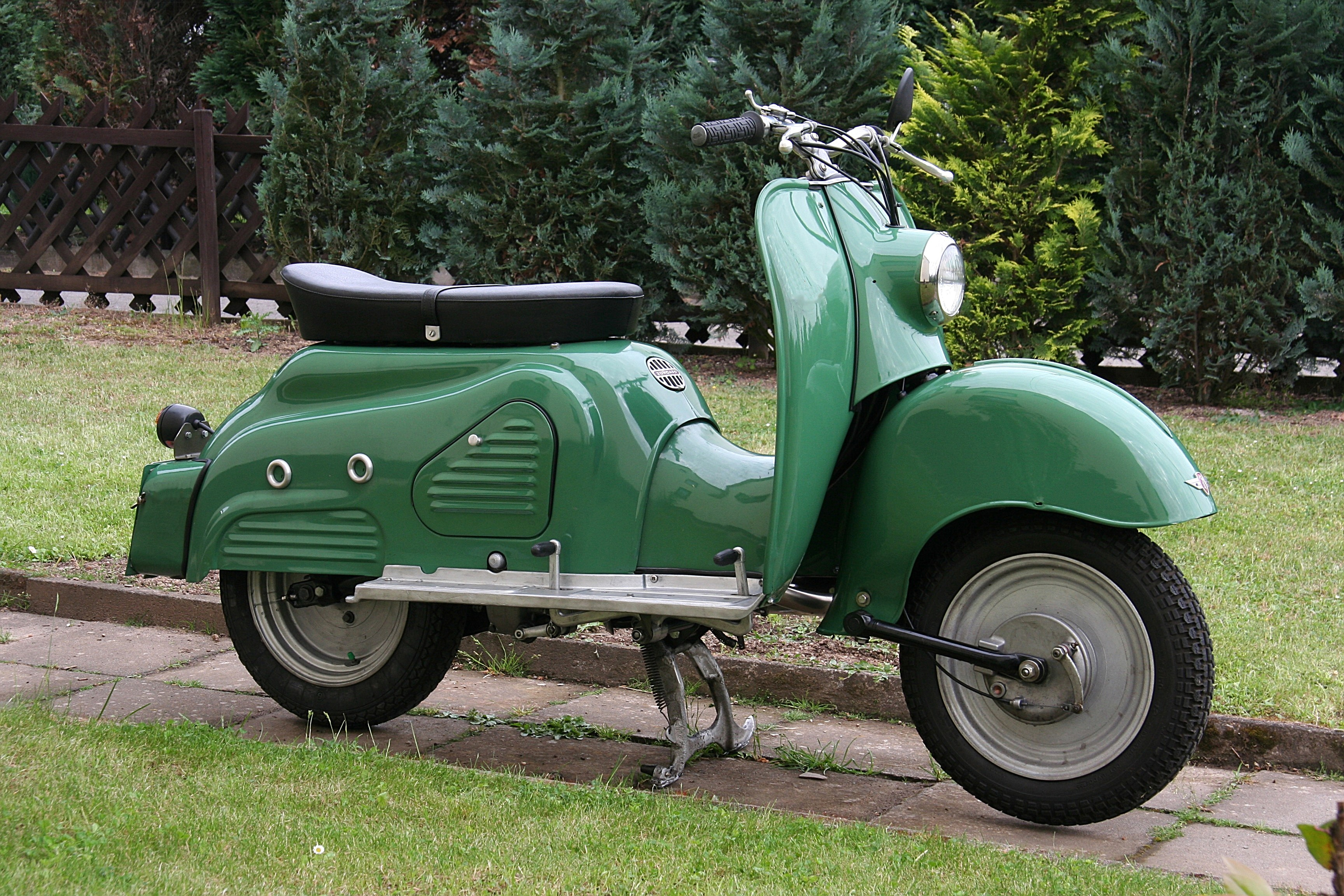
skútr Zündapp Bella

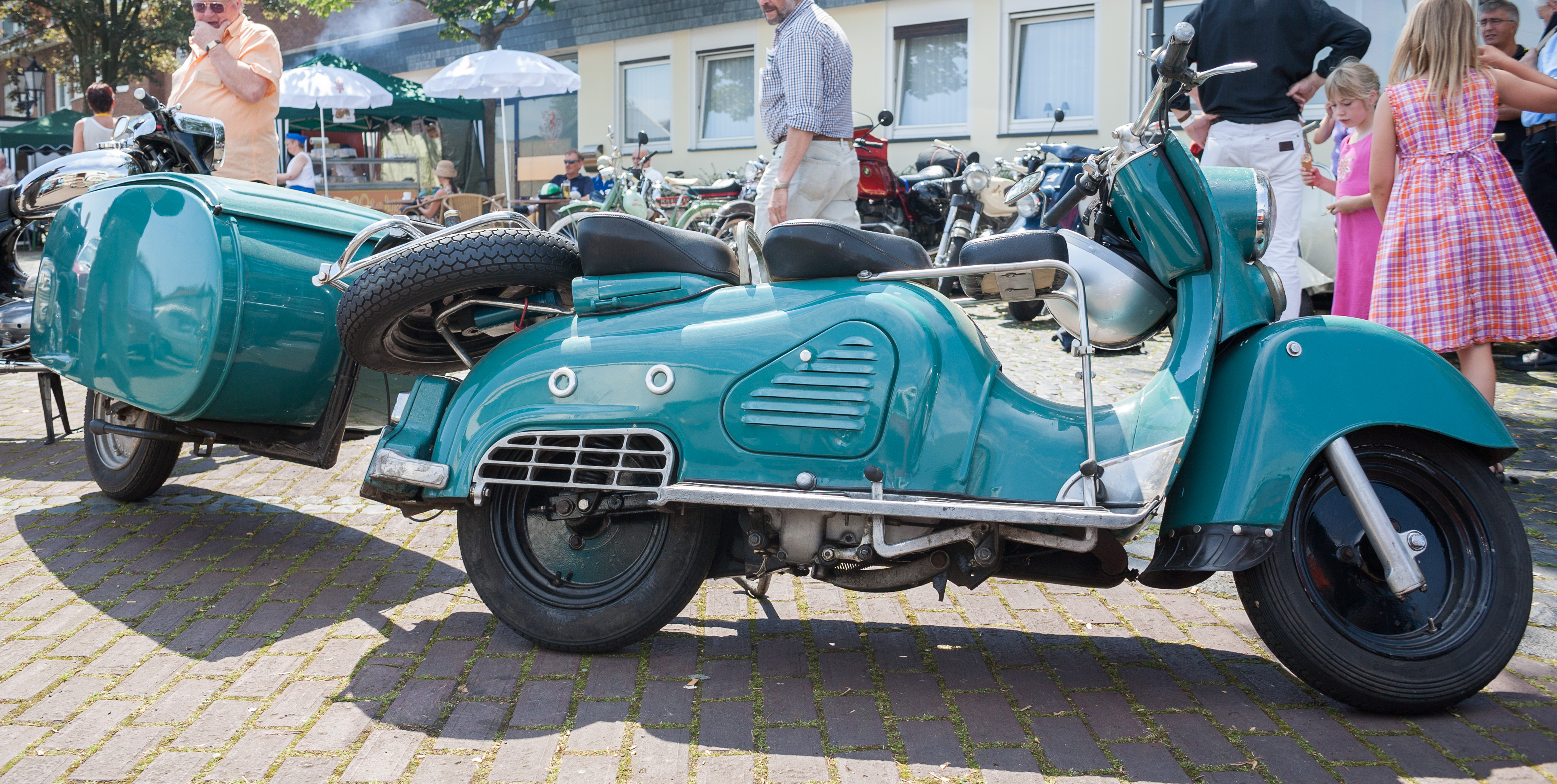
Zündapp Bella s přívěsným vozíkem

Nálety těžce poškozená továrna začala po válce s náhradní výrobou. Zákaz výroby motocyklů nad 60 cm³ byl pro firmu v roce 1947 změněn na motocykly do 250 cm³ a pokračovala výrobou předválečných modelů. S důrazem na nízkou prodejní cenu dvoutaktů úspěšných ve 30. letech, DB200 a následně DB201. Výrobou nestačila poptávce. Nabízela širokou paletu jednostopých vozidel od jízdních kol s motorovým pohonem až po těžké motocykly.
V letech 1951 – 1958 společnost nejvíce vyráběla nákladnější pokročilé verze modelu KS600 s teleskopickou přední vidlicí a zadními kluzáky – KS601 (nejvíce ve světle zelené, nadšenci přezdívaný „Grüner Elefant“). Prodejní úspěch však měly i malé 50 cm³ motocykly nebo od roku 1953 skútr Zündapp Bella s dvoutaktním 150 nebo 200 cm³ motorem.
Brzký hospodářský vzestup i deštivá léta 1953 a 1954 přivodily odklon od cestovních motocyklů a snížení prodeje. Zündapp v roce 1957 zastavil výrobu KS601, který byl považován za příliš velký, těžký a drahý. Aby udržel objem výroby, rozhodl se zahájit výrobu žádanějších minivozů po vzoru konkurence. Neměl ale čas na zdlouhavý vývoj a hledal návrhy zvenčí. Výtvory Krobotha nebo Brutsche však považoval za příliš jednoduché a Fuldamobil S-6 posléze za nedostatečný.

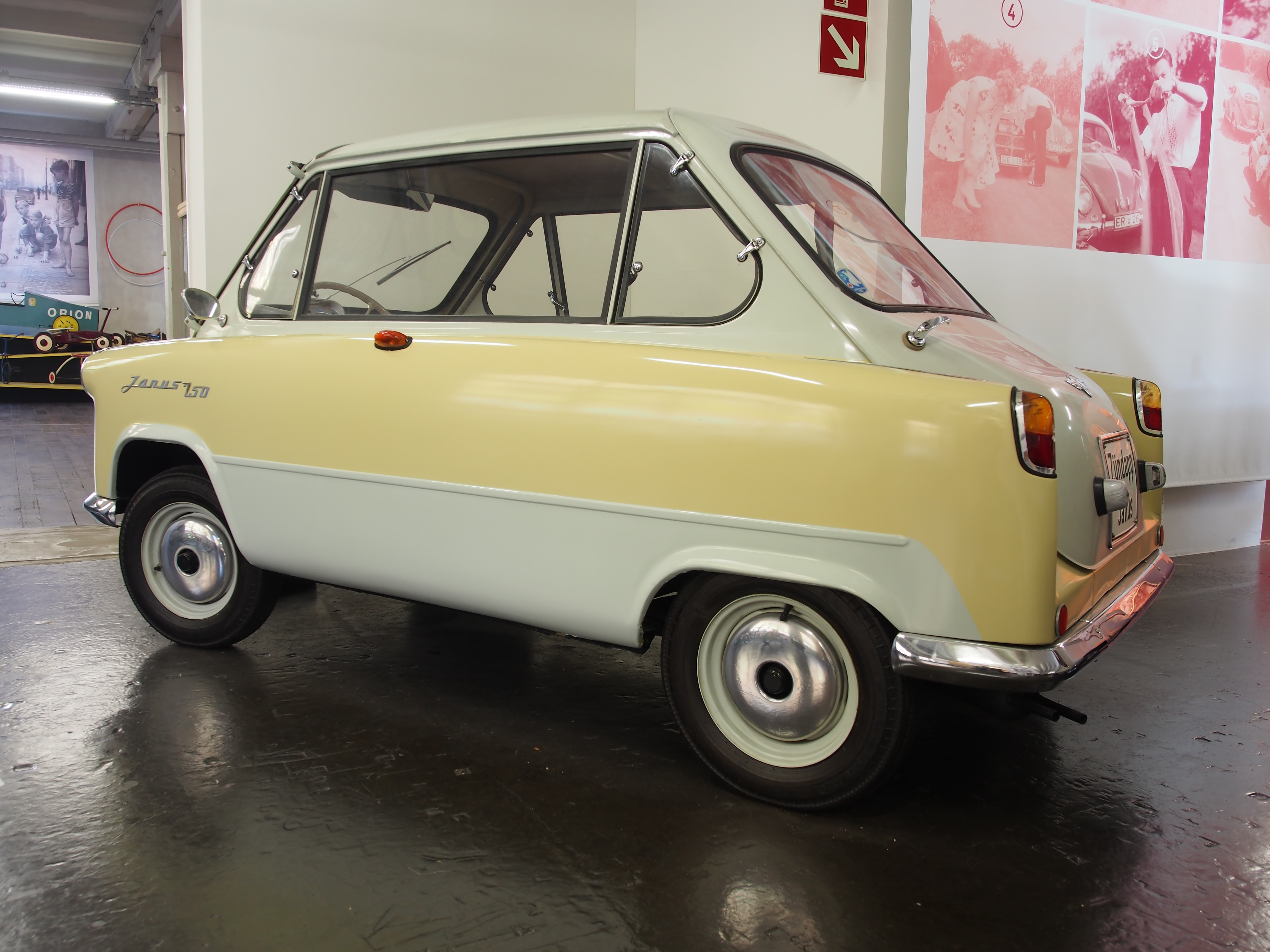
Zündapp Janus, zezadu z boku,
[https://www.fahrzeugbilder.de/1024/zuendapp-janus-auto--uhrenwelt-78742.jpg zepředu z boku

#### Minivozy

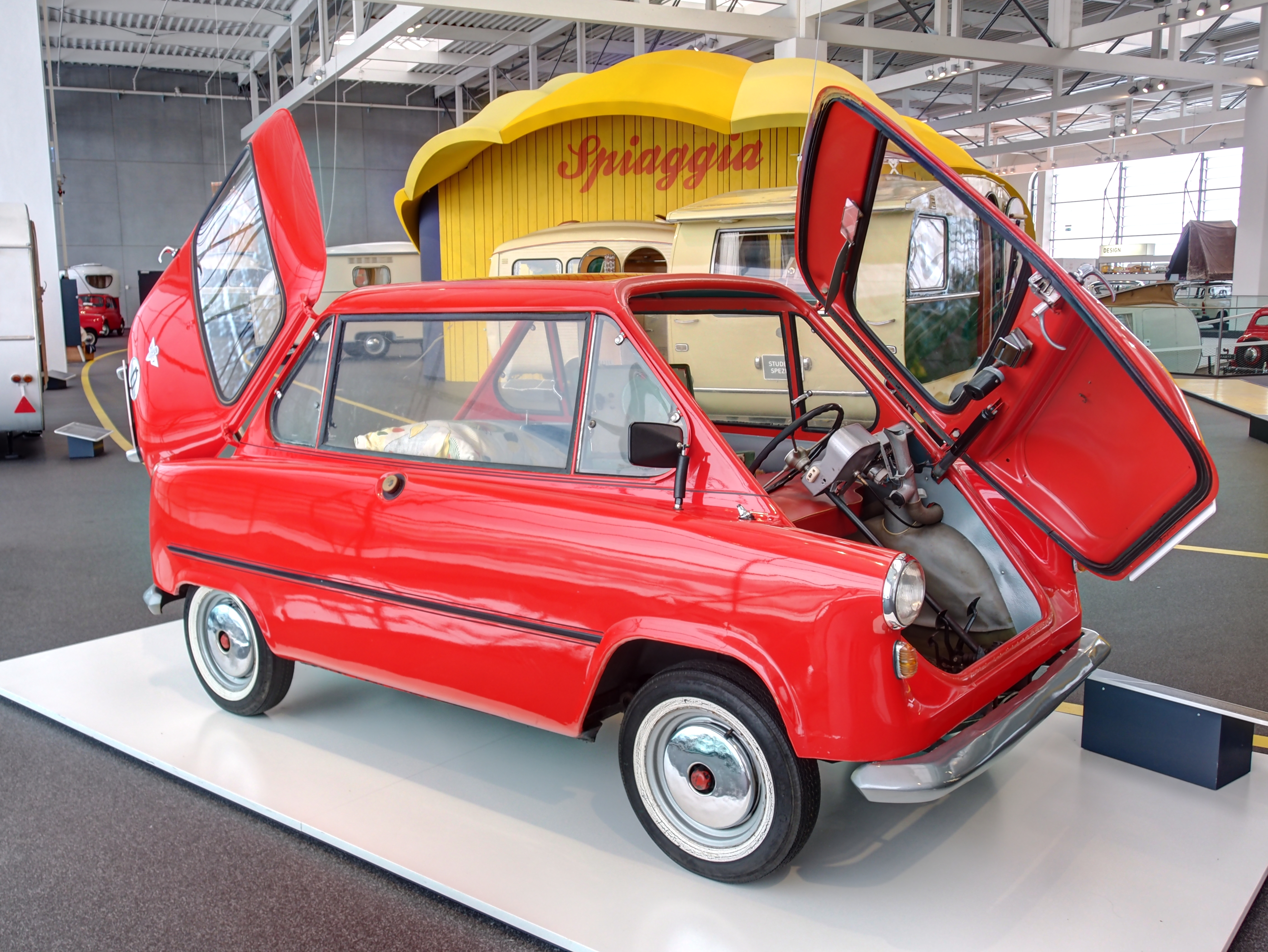
Zündapp Janus v lůžkové úpravě

V březnu 1957 zahájila společnost výrobu minivozu Zündapp Janus vycházejícího z více „kempingového“ prototypu Dornier Delta, který byl odhalen v červnu 1955 a na jenž získala licenci v lednu 1956.

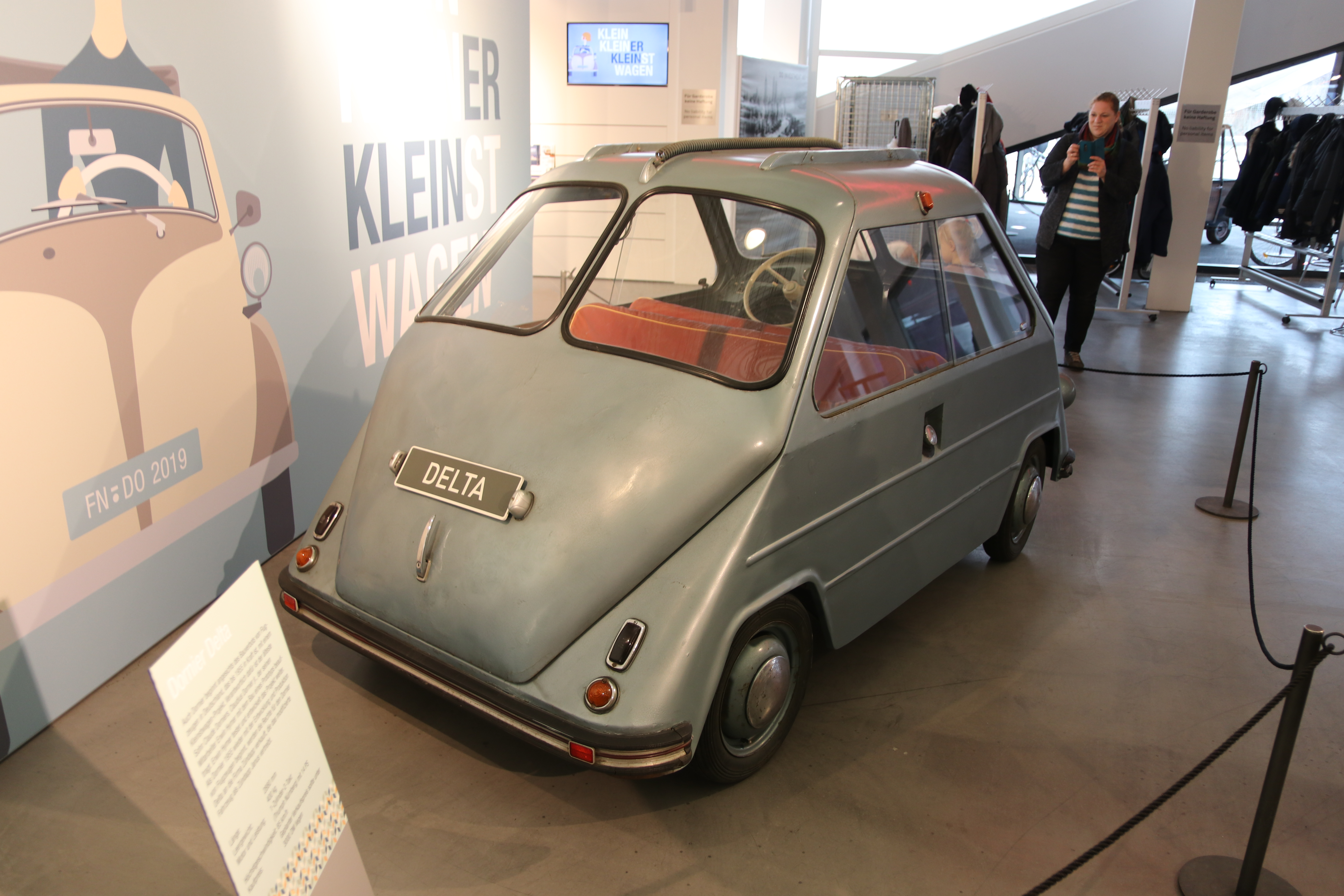
koncept Dornier Delta s odklápěním méně strmých čel kolmo vzhůru

Přepracovaný Janus uvedený na trh v červnu 1957 si zachoval obdobné zvláštnosti. Vypadal téměř stejně zepředu i zezadu, což vyjadřoval jménem boha se dvěma tvářemi.
Vstup pasažérů umožňovala odklopná stěna jako u Isett, resp. BMW Isett nebo Heinkel Kabine. Byla ale na obou čelech – vpředu i vzadu,  a znatelně větší, plně čtyřmístný vůz měl dvě sedačky zády k sobě.
Vnitřním prostorem mu nekonkuroval žádný podobný minivůz. Už vůbec ne sklopením lavic na manželskou postel. Nebo demontáží zadní pro vytvoření 1,5 m² nákladového prostoru.
Sezení proti směru jízdy však dosti nevyhovovalo. Jak dětem, které jej měly využívat nejčastěji a dělalo se jim špatně, tak řidiči, který na ně příliš neviděl. Nenadchlo ani vyhlížení na vozy s posádkou vzadu Či vzdalující se krajinu – navíc bez stěrače v dešti. Praktické ovšem nebylo ani při hovoru.
Hluk v interiéru ze vzduchem chlazeného ležatého 248 cm³ čtyřdobého jednoválce uprostřed vozu mezi sedačkami a podlahou byl nadměrný. Údržba hůře přístupného motoru zas nesnadná. Stejně tak dostupnost náhradního kola vedle něj nebo velmi skromného prostoru na zavazadla nad ním. Motor dával maximální výkon 14 koní a poháněl zadní kola.
Lehká samonosná karoserie, uprostřed vozu nízko položený motor a nezávisle zavěšená kola v rozích karoserie prospěly jízdním vlastnostem i pochvalným článkům v tisku – Janus vyhrál několik závodů proti silnějším soupeřům, např. rallye Luttich-Brescia-Luttich v roce 1958 i se ziskem poháru konstruktérů.
Ovladatelnost a komfort jízdy byly proti minivozům nebývalé. I proti drtivé většině vozů střední třídy. Navzdory mnoha shodným karosářským dílům se však malosériový, úzce zaměřený, poměrně těžký a motocyklovou továrnou nepříliš dobře postavený model prodejní cenou (3290 DM + 40 DM za topení) příliš blížil vozu nižší střední třídy VW Brouk v základním provedení (3780 DM) a nebyl o něj velký zájem. Stále více si vydělávající odběratelé už také začali vyhledávat spíše vyspělejší dvouválcové malé vozy příhodnější na delší vzdálenosti jako Lloyd LP, NSU Prinz nebo zpočátku Glas T600.
Inzerovaného dvouválcového 400 cm³ dvoutaktu ani čtyřdobého 500/600 cm³ motoru boxer, natož přepracované karoserie se Janus nedočkal. V červnu 1958 se výroba zastavila a v říjnu 1958 byla nevýnosná, draze zařízená továrna prodána společnosti Bosch.

## Přesun
V roce 1958 firma přesídlila do menší továrny v Mnichově a krom motocyklů se okrajově věnovala vývoji leteckých a lodních motorů i pohonu vojenské techniky (již v roce 1943 např. dodávala 703 cm³ dvoutaktní dvouválcový motor pro dálkově řízené miniaturní pásové vozidlo Goliath nesoucí nálož s trhavinou). Dále vyvíjela i vodou chlazené dvoutaktní motory.
Stroje Zündapp se postupně stávaly zastaralé a nekvalitně vyrobené, překonané konkurencí levnějších japonských motocyklů, které zvyšovaly tržní podíl na úkor zavedených výrobců. V roce 1984 došlo k prodeji licencí a části výrobního zařízení do Xunda Motor Co., Tianjin, China a firma Zündapp zanikla.